# Wölfnitz (Dresden)
Wölfnitz ist ein Stadtteil im Westen der sächsischen Landeshauptstadt Dresden. Er liegt in der gleichnamigen Gemarkung, die zum Stadtbezirk Cotta gehört. 

## Geografie
Wölfnitz liegt vier Kilometer westsüdwestlich des Dresdner Stadtzentrums, der Inneren Altstadt, am Übergang des Elbtalkessels zum Meißner Hochland. Angrenzende Gemarkungen sind Gorbitz im Norden und Westen, Naußlitz im Osten und Süden sowie Roßthal im Südwesten. Die Gemarkung Wölfnitz, die neben Söbrigen die flächenmäßig kleinste Dresdens ist, gehört zum statistischen Stadtteil Naußlitz. Innerhalb des statistischen Stadtteils bildet der Ortsteil den statistischen Bezirk 942 Wölfnitz.
Der Ortskern heißt Altwölfnitz und liegt auf einer Höhe von 160 m ü. NN in der flachen Talmulde des Gorbitzbachs, der in Cotta in die Weißeritz mündet. Altwölfnitz blieb bis heute zum Teil erhalten; auf den Fluren des Ortes wurden mehrere Siedlungen errichtet, so dass Wölfnitz an seiner Südgrenze entlang der Wendel-Hipler-Straße nahtlos nach Naußlitz übergeht. Wichtigste Straße des Stadtteils ist die Kesselsdorfer Straße an der Nordgrenze der Gemarkung; die anderen benannten Straßen sind Am Stieglitzgrund, die Olbernhauer, die Hofwiesen- sowie die Dessauerstraße, benannt nach dem Alten Dessauer, dem Sieger der Schlacht bei Kesselsdorf.

## Geschichte

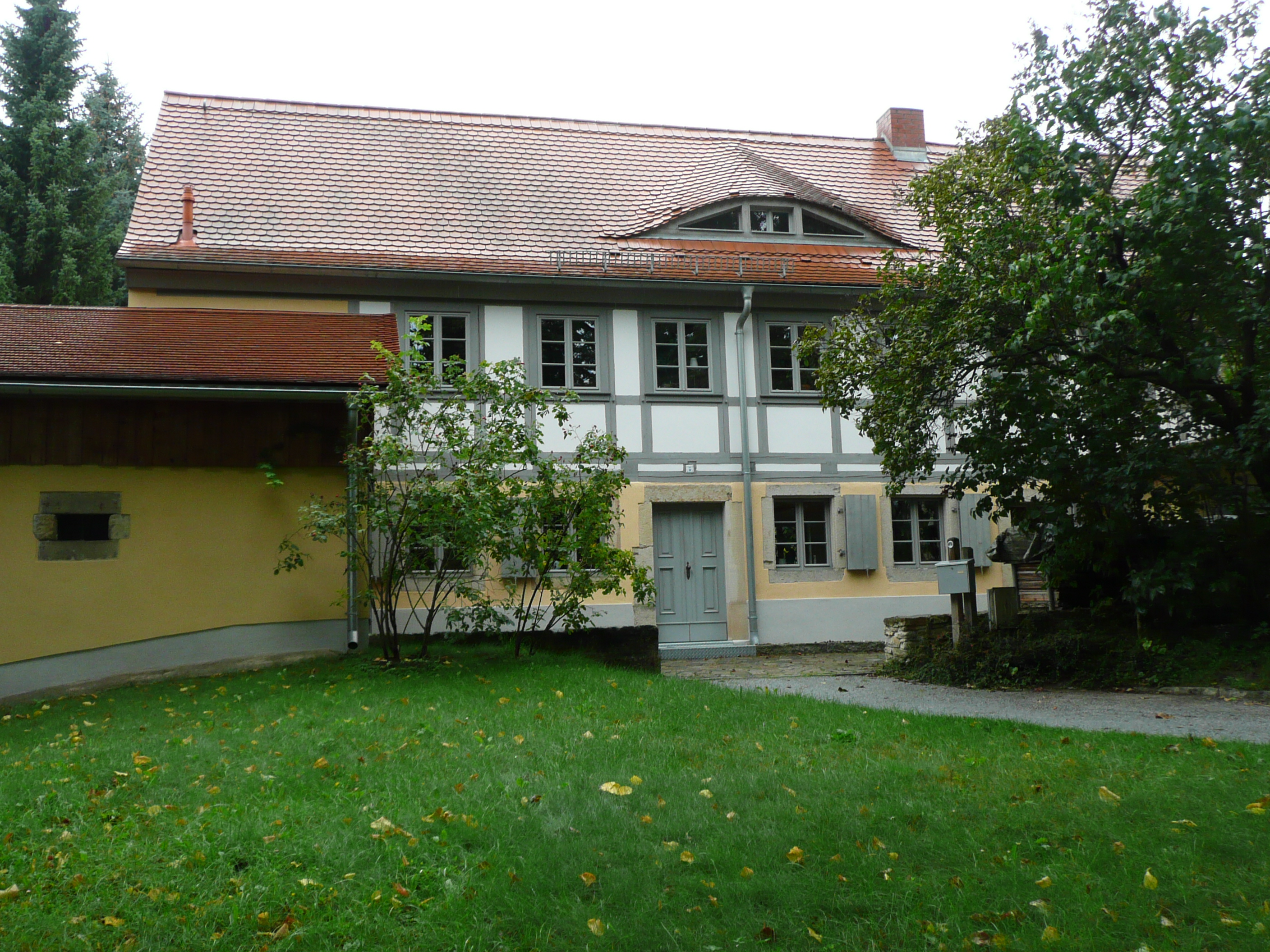
Fachwerkbau im historischen Ortskern von Wölfnitz

Der Ortsname Wölfnitz leitet sich ab von Wolf, dem Vornamen eines deutschen Lokators, und geht damit etymologisch tatsächlich auf den gleichnamigen Wildhund zurück, der auch im alten Gemeindesiegel abgebildet ist. Allerdings handelt es sich um eine deutsch-slawische Mischform, da die Endung -nitz eine Verkürzung des sorbischen Wortes für Dorf darstellt oder schlicht Leute bedeutet (vgl. Dresden). Wölfnitz kann demnach sinngemäß mit Wolfsdorf oder Leute des Wolf übersetzt werden. Entstanden ist der Ort als Bauernweiler mit einer Block- und Streifenflur. Im Jahr 1357 wurde es als Wolfticz erstmals erwähnt, 1380 hieß es Wolfenewicz. Der Ortsname entwickelte sich anschließend im 15. Jahrhundert über die Formen Wolffenicz und Wulfenitz hin zu Wölffnitz, als das Dorf 1521 genannt wurde. Im weiteren Verlauf des 16. Jahrhunderts tauchten auch die Schreibweisen Wolffnitz und Wolfenitz auf.
Wölfnitz gehörte zum Vorwerk und Kammergut Gorbitz, das bis zur Enteignung im Zuge der Bodenreform in der SBZ 1945/1946 im Ort ein Beigut unterhielt, das als Altwölfnitz 2 das größte Gut des Dorfes war. Die Wölfnitzer Einwohner lebten fast ausschließlich vom Ackerbau und waren über Jahrhunderte zu Frondiensten verpflichtet, mit Ausnahme des Erb- und Freigutes Altwölfnitz 3. Dieses befand sich ab 1647 im Besitz des Leibarztes des Kurfürsten Johann Georg I. Dr. Sylvester Kundmann (* 26. Mai 1597 zu Falkenau,  gestorben 10. September 1676) und war ab 1666 von allen Abgaben befreit. Wölfnitz lag im Bereich des Amts beziehungsweise der Amtshauptmannschaft Dresden. Eingepfarrt war es ursprünglich nach Briesnitz; ab 1913 gehörte es zur Gorbitzer Parochie. 

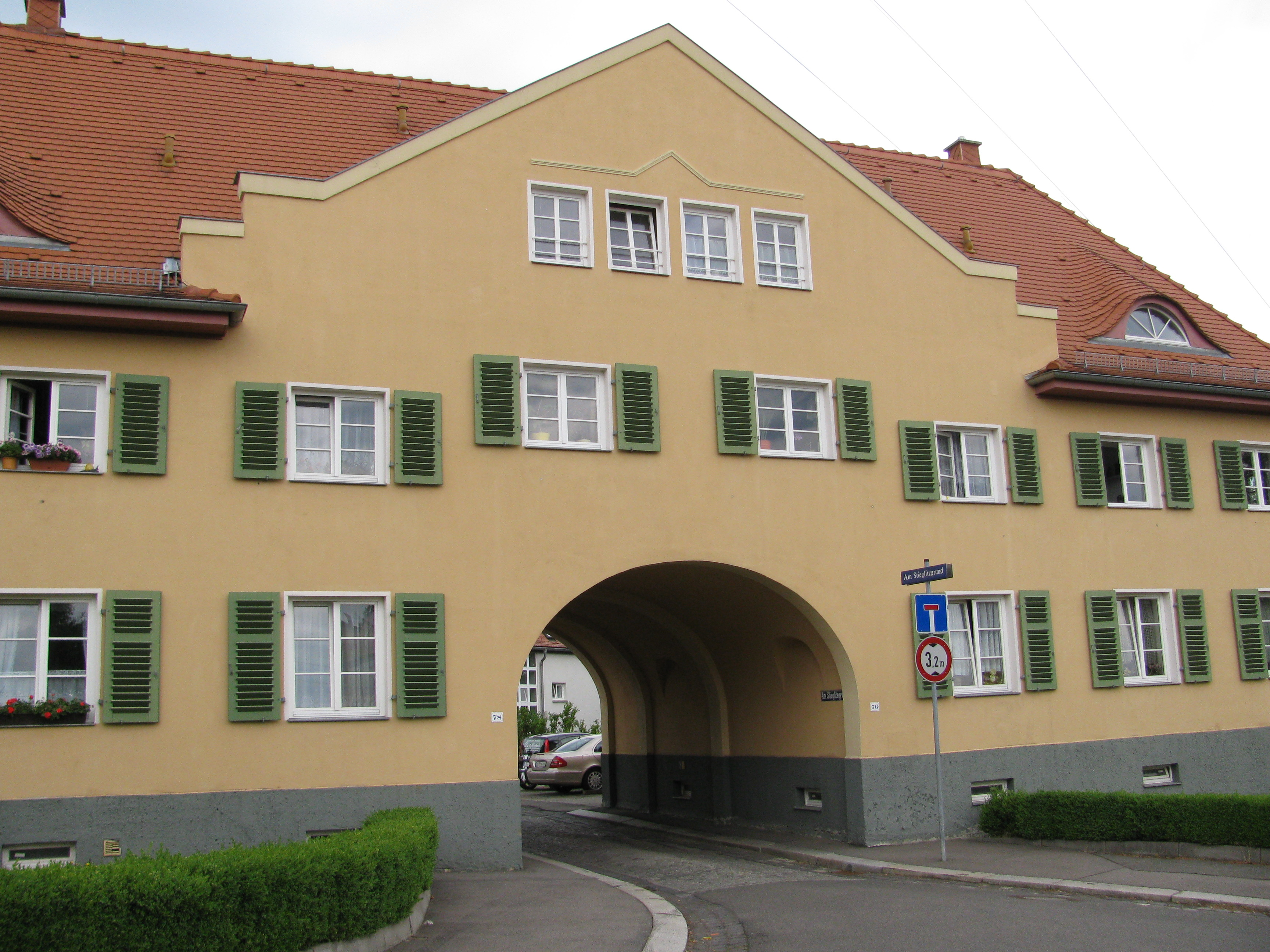
Siedlungshäuser Am Stieglitzgrund in Wölfnitz

Im Vergleich zu den Dörfern des Umlands war Wölfnitz von außergewöhnlich geringer Größe und hatte deshalb bis zum Ende des 19. Jahrhunderts statt eines Gemeinderats nur das Organ der Versammlung aller männlichen Einwohner. Altwölfnitz war auf etwa 10 Gebäude beschränkt. Außerhalb des kleinen Dorfkerns gab es bis um 1895 nur zwei Häuser: Bereits 1748 wurde für einen Dresdner Arzt an der heutigen Olbernhauer Straße 1 ein Landhaus mit schlichter Barockfassade und Rokokoelementen errichtet, das heute unter Denkmalschutz steht. Sein Name, Haus der Zufriedenheit, steht als Inschrift in der Kartusche des Korbbogengewölbes über der alten Einfahrt. Um 1810 entstand im Zusammenhang mit dem Ausbau der Kesselsdorfer Straße zur Chaussee der 1816 erstmals erwähnte Wölfnitzer Gasthof. Nach 1945 beherbergte er das Kino Filmbühne Wölfnitz. Drei Jahre nach einem Brand musste er 1988 abgerissen werden.
Ab 1896 wurden abseits des Dorfkerns einige neue Mietshäuser gebaut. Erst jetzt stieg die Wölfnitzer Einwohnerzahl merklich an. Im Rahmen einer westlichen Stadterweiterung wurde Wölfnitz am 1. Januar 1903 unter anderem gemeinsam mit Löbtau, Übigau, Plauen und Kaditz nach Dresden eingemeindet und bildet seitdem einen Stadtteil der Landeshauptstadt. Anschließend entstanden auf den alten landwirtschaftlich genutzten Flächen mehrere Kleingartenanlagen. In den Jahren 1925 und 1926 kamen kleine Doppelhaussiedlungen dazu. Bis heute bewahrte sich Wölfnitz seinen nichtstädtischen Charakter.

### Einwohnerentwicklung
| Jahr    | Einwohner                   |
| ------- | --------------------------- |
| 1559    | 2 besessene Mann            |
| 1764    | 3 besessene Mann, 1 Häusler |
| 1814–28 | <100                        |
| 1834    | 78                          |
| 1843    | 87                          |
| 1846    | 70                          |
| 1849    | 65                          |
| 1852    | 79                          |
| 1858    | 70                          |
| 1861    | 80                          |
| 1863    | 81                          |
| 1867    | 87                          |
| 1871    | 168                         |
| 1875    | 208                         |
| 1880    | 204                         |
| 1885    | 167                         |
| 1890    | 198                         |
| 1895    | 315                         |